# Madeleine Angélique Neufville de Villeroy

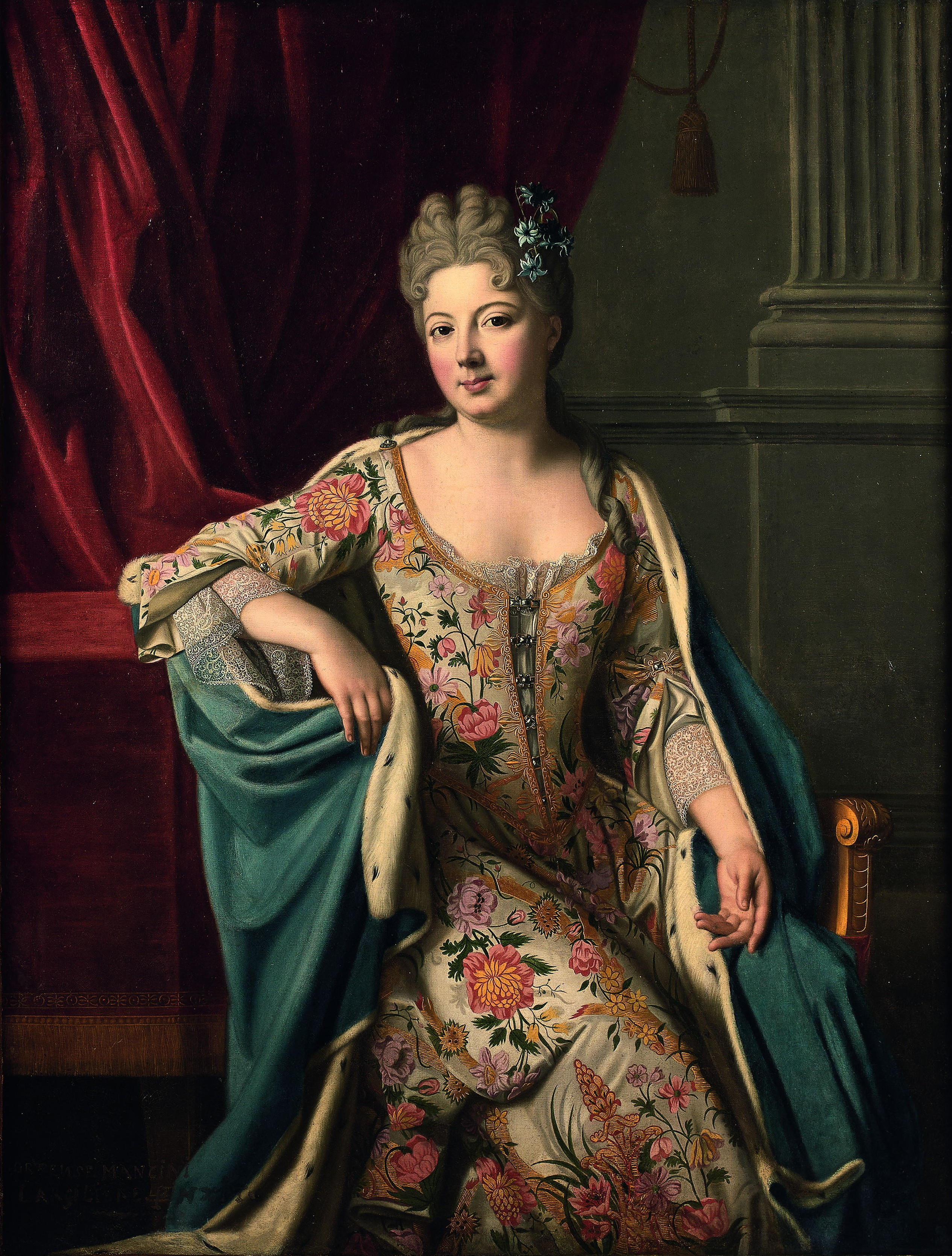
Madeleine Angélique Neufville de Villeroy

Madeleine-Angélique Neufville de Villeroy (geboren im Oktober 1707 in Paris; gestorben 24. Januar 1787 ebenda) war eine französische Salonnière.

## Leben
Sie war die Enkelin von François de Neufville, 2. Herzog von Villeroy, und Tochter von Louis Nicolas de Neufville, 3. Herzog von Villeroy (1663–1734) und dessen Frau Marguerite Le Tellier de Louvois (1678–1711), Tochter des Marquis de Louvois. Die Eltern hatten am 23. April 1694 geheiratet, sie wuchs mit zwei älteren Brüdern und einer älteren Schwester auf.
Madeleine-Angélique Neufville heiratete knapp vierzehnjährig am 15. September 1721 den ein Jahr älteren Joseph Marie de Boufflers, Herzog von Boufflers (1706–1747) und Sohn von Louis-François de Boufflers. Aus der Ehe ging der Sohn Charles (1731–1751) hervor, der Herzog von Boufflers wurde. In dieser Zeit als Duchesse de Boufflers wurden ihr viele Affären nachgesagt; ihre gesellschaftlichen Aktivitäten wurden auch für Versailler Verhältnisse als skandalös empfunden. Sie habe eine boshafte Zunge gehabt, und Anfeindungen schlagfertig zu erwidern gewusst. Gemäß einer zeitgenössischen Charakterisierung war sie „Schön und ohne Selbstzweifel […] Sie hat Geist und Beschwingtheit, ist beständig in Verpflichtungen, treu ihren Freunden, wahrhaftig, verschwiegen, hilfsbereit, großzügig; sie wäre perfekt, wären nur Männer weniger lächerlich oder wäre sie selbst nicht so scharfsichtig.“ Gemäß einem verbreiteten Spottlied am Hofe sei sie allerdings „die Mutter der Liebe“ gewesen, die jedermann versuchte, zu befriedigen:

« Quand Boufflers parut à la cour,

On crut voir la mère d’amour:

Chacun s’empressait de lui plaire,

Et chacun l’avait à son tour. »

Nach dem Tod ihres Ehemanns 1747 heiratete sie am 29. Juni 1750 in zweiter Ehe den ebenfalls verwitweten Charles François II. de Montmorency-Luxembourg (1702–1764), Marschall von Frankreich und einer ihrer prominentesten Liebhaber. Diese Heirat sorgte für erhebliches Aufsehen, doch als „Marschallin von Luxemburg“ änderte sie ihren Lebensstil radikal. Sie führte nach 1750 einen reputablen und höchst exklusiven Salon sowohl in Paris als auch in Montmorency, in dem die Grande Dame selbst wie eine Königin residierte. Dabei gab sie zuweilen reine Herrensalons, da sie die Damen für wenig unterhaltsam hielt. Hierbei hatte sie zwar mit Vorurteilen angesichts ihrer Vergangenheit zu kämpfen, doch in ihrem zwischen 1774 und 1787 regelmäßig stattfindenden Salon verkehrten unter anderem Talleyrand, Jean-Jacques Rousseau, Voltaire, La Harpe; er wurde später in Korrespondenzen und Erinnerungen häufig erwähnt und gehörte im Jahr 1775 zu den zehn meistfrequentierten Salons für diplomatische Kreise.
Die Marschallin und ihr Mann beherbergten Jean-Jacques Rousseau wiederholt, welchem sie nach seinem 1762 erschienenen Roman Emile zur Flucht verhalfen. Rousseau schrieb, ihre Schönheit gepaart mit dem Ruf ihrer Gehässigkeit habe ihn zum Schaudern gebracht, sie habe ihn jedoch im Gespräch von ihrer Natürlichkeit und Ehrlichkeit überzeugt. Er lehnte ihre Anerbietung ab, ihn für die Académie française zu empfehlen. Rousseau beschrieb 1760 auch ihre Enkelin und spätere Erbin Amélie de Boufflers (1751–1794, Tochter des Charles de Boufflers), die viel Zeit in Gegenwart ihrer Großmutter in Montmorency verbrachte.